# Hawthorn Woods
Hawthorn Woods é uma vila localizada no estado americano de Illinois, no Condado de Lake.

## Demografia
Segundo o censo americano de 2000, a sua população era de 6002 habitantes.
Em 2006, foi estimada uma população de 7752, um aumento de 1750 (29.2%).

## Geografia
De acordo com o United States Census Bureau tem uma área de
14,0 km², dos quais 13,9 km² cobertos por terra e 0,1 km² cobertos por água.

## Localidades na vizinhança
O diagrama seguinte representa as localidades num raio de 8 km ao redor de Hawthorn Woods.